# Ин Суей (бронепалубен крайцер, 1911)
Ин Суей (на китайски: 应瑞 или на английски: Ying Swei) е бронепалубен крайцер от 3-ти ранг на ВМС на Китай. Втория кораб в проекта крайцери „Чао Хо“. Построен е във Великобритания като учебен крайцер по поръчка на императорски Китай. Взема участие в началния етап на японо-китайската война 1937 – 1945 г..

## История на създаването
В съответствие с приетата през 1910 г. 7-годишна програма за създаване на военноморски флот на световно ниво от регента на Империята Принц Чун са поръчани на чужди производители голям брой броненосци, крайцери, миноносци, подводници, вкл. и крайцерите на типа „Чао Хо“. Малко преди завършването на ходовите изпитания и влизането на крайцера в състава на Императорския флот, Синхайската революция и нейния водач Сун Ятсен слагат край на 267-годишното управление на императорската династия след абдикацията на император Пу И и Китай се превръща в република. „Ин Суей“ е заложен на 12 декември 1910 г. в Бароу (Англия) на стапелите на фирмата „Викерс“, спуснат е на вода на 14 юли 1911 г., въведен е в строй на 2 декември 1912 г. С избухването на революцията започват преговори за предаването на кораба, които завършват успешно и през месец април 1913 г. кораба е вече в Китай.
Корабите на проекта „Чао Хо“ са необичайна серия. Макар и с еднакъв дизайн всеки от корабите е построен в различна корабостроителница, всички те имат разлики помежду си както по отношение на водоизместимостта им, главните размери, така и в двигателните установки, бронирането, и състава на въоръжението. „Чао Хо“ е най-дългият и с най-голяма водоизместимост от цялата серия. Причината за различния подход в строителството на отделните единици е, че те са планирани като учебни крайцери, на които да се обучават екипажите на съвременния флот при различни типове въоръжение, механизми, системи и въоръжение.

## Описание на конструкцията
„Ин Суей“ се различава от останалите кораби в серията, той е с 2 фута и 6 инча е по-тесен от „Чао Хо“ и с 290 тона по-малка водоизместимост спрямо него. Спрямо „Чао Хо“ фокмачтата е изнесена напред и разстоянието между комините е по-голямо. Отново спрямо него има по-тънка броня по скосовете на бронираната палуба.

## История на службата
През 1920 г. „Ин Суей“ става част от учебната ескадра кораби базирана в Нанкин, заедно с небронирания учебен крайцер „Тунг Чи“ и транспорта „Чинг Ан“ (бившия товарен кораб на линията Хамбург-Америка „Сикиан“). За разлика от своя близнак – крайцера „Чао Хо“, екипажът на „Ин Суей“ остава лоялен към централното правителство на републикански Китай през цялата си служба и не се подчинява на Бейянското правителство на Северен Китай от 1923 г. Като най-новият кораб на флота „Ин Суей“ не участва в събитията около Северния поход срещу Беянското правителство на отцепническия Северен Китай, докато на 14 март 1927 г. той, заедно с още няколко кораба не се пребазира в превзетия Шанхай.
В навечерието на Втората Китайско-японска война „Ин Суей“ е преместен в т.нар. „Централен флот“, заедно с двата най-нови крайцера на Китайската република – „Нин Хай“, „Пинг Хай“ и голямата канонерска лодка „Ятсен“. Новата база на ескадрата е Джиянджин, град на устието на Яндзъ. На 14 август 1937 г. Японския императорски флот започва в рамките на второто сражение за Шанхай масирани бомбардировки срещу тяхната база от самолетоносачите „Рюхо“, „Хошо“ и „Кага“. Двата нови кораба са първата цел на въздушните атаки. „Пинг Хай“ е първият потопен кораб на 23 септември, последван от „Нин Хай“ на 25 септември. „Ятсен“ потъва на 26 септември след като изразходва всичките боеприпаси за зенитните си оръдия. „Ин Суей“ е последния оцелял голям кораб на Централния флот, който също има повреди от вражеските бомби. Решено е да се отправи към Нанкин за ремонт. Към средата на октомври всички кораби на флота са унищожени от японците и „Ин Суей“ остава единствената единица в ескадрата. Взема се решение, че е по-целесъобразно неговата артилерия да се използва за укрепване на сухопътните войски. От началото на септември Нанкин също е цел на масирани авиационни нападения от страна на японския флот. На 24 октомври 1937 г. докато тече демонтажа на артилерийското му въоръжение корабът е атакуван от японски пикиращи бомбардировачи и вследствие на получените повреди потъва на следващия ден, без да са свалени всички оръдия от него.